# مصطفی دوم
مصطفی دوم (به ترکی عثمانی: مصطفی ثانی) (۶ فوریه/۵ ژوئن ۱۶۶۴ – ۲۸/۳۰ دسامبر ۱۷۰۳) از سال ۱۶۹۵ تا ۱۷۰۳ سلطان امپراتوری عثمانی بود. او در کاخ شهر ادیرنه ترکیه به دنیا آمد و پدرش سلطان محمد چهارم بود. مصطفی دوم در سال ۱۷۰۳ از دنیا رفت و برادرش احمد سوم برتخت نشست. مهم‌ترین رویداد زمان وی، جدا شدن مجارستان از عثمانی بود. مصطفی با کمک مادرش رابعه گلنوش سلطان به‌سلطنت رسید.

## نگارخانه

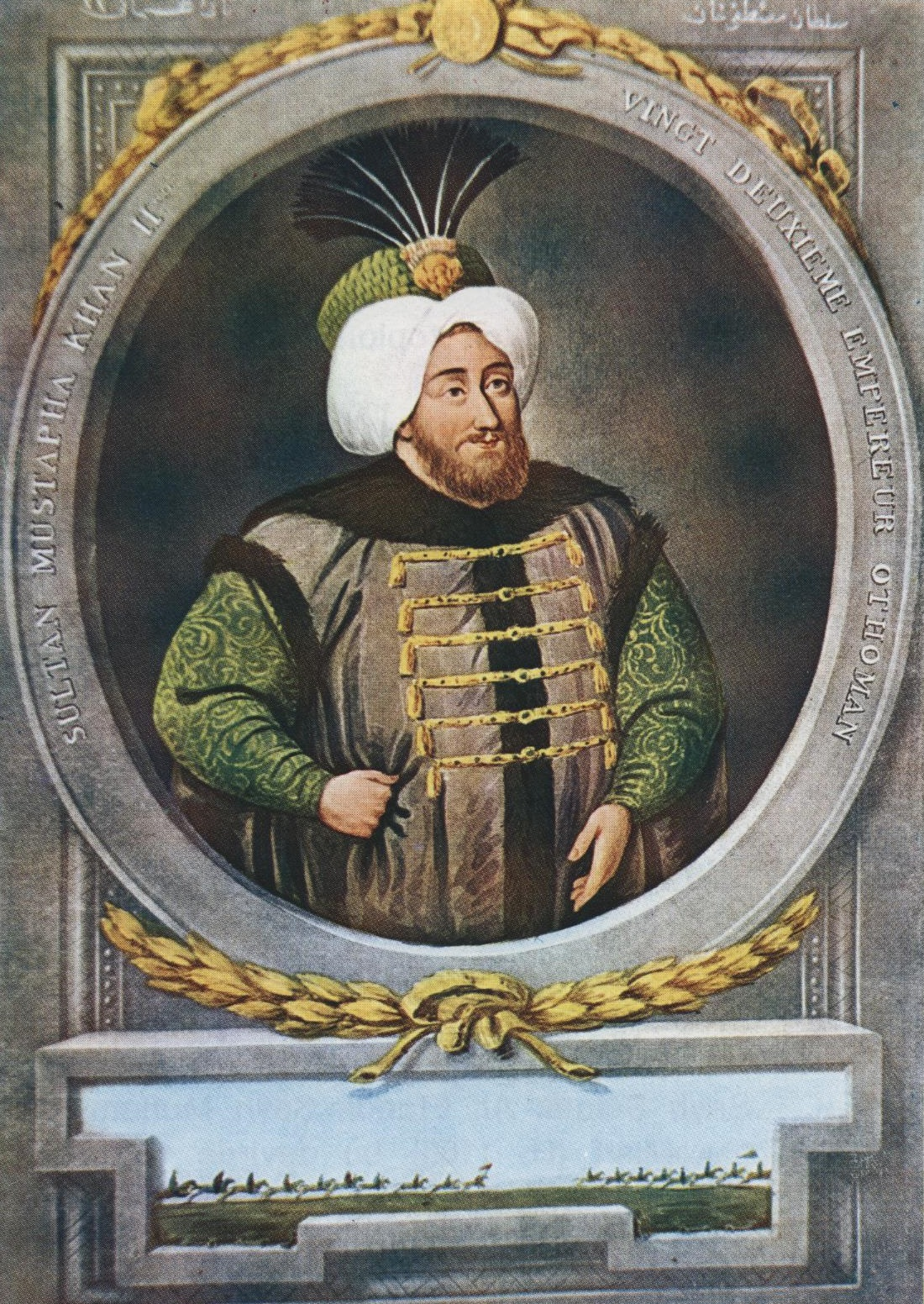
غازی سلطان مصطفی ثانی
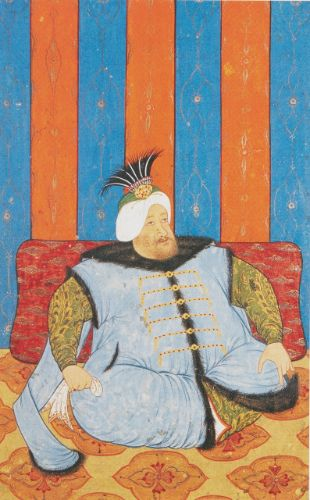
نگاره‌ای از مصطفی دوم
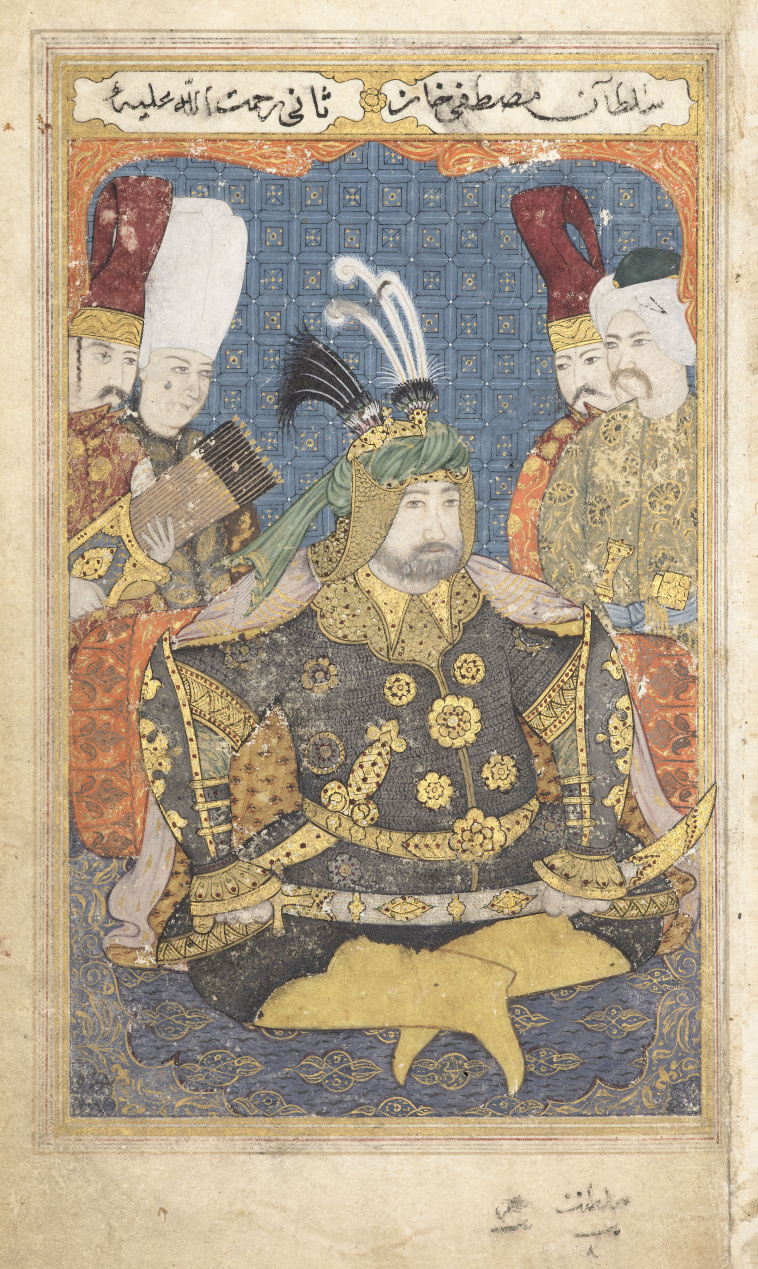
سلطان مصطفی خان در لباس رزم
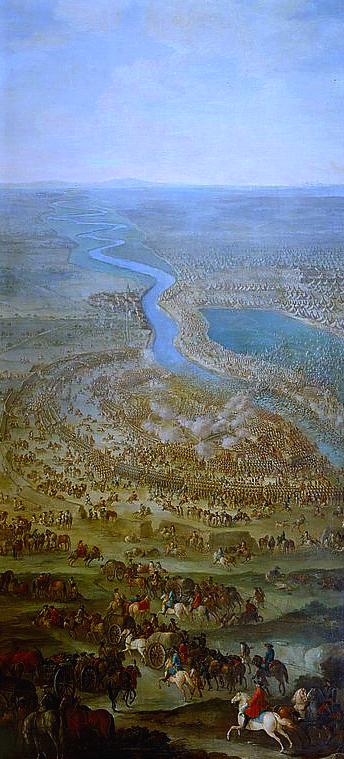
نگاره‌ای از نبرد زنتا. در یک حمله غافلگیرانه، نیروهای امپراتوری هابسبورگ توانستند ارتش عثمانی را حین عبور از رودخانه نابود کنند.
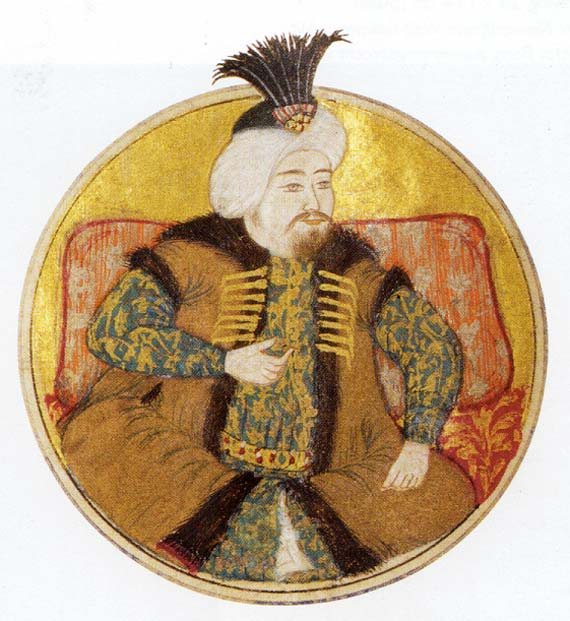
پرتره‌ای از غازی سلطان مصطفی دوم
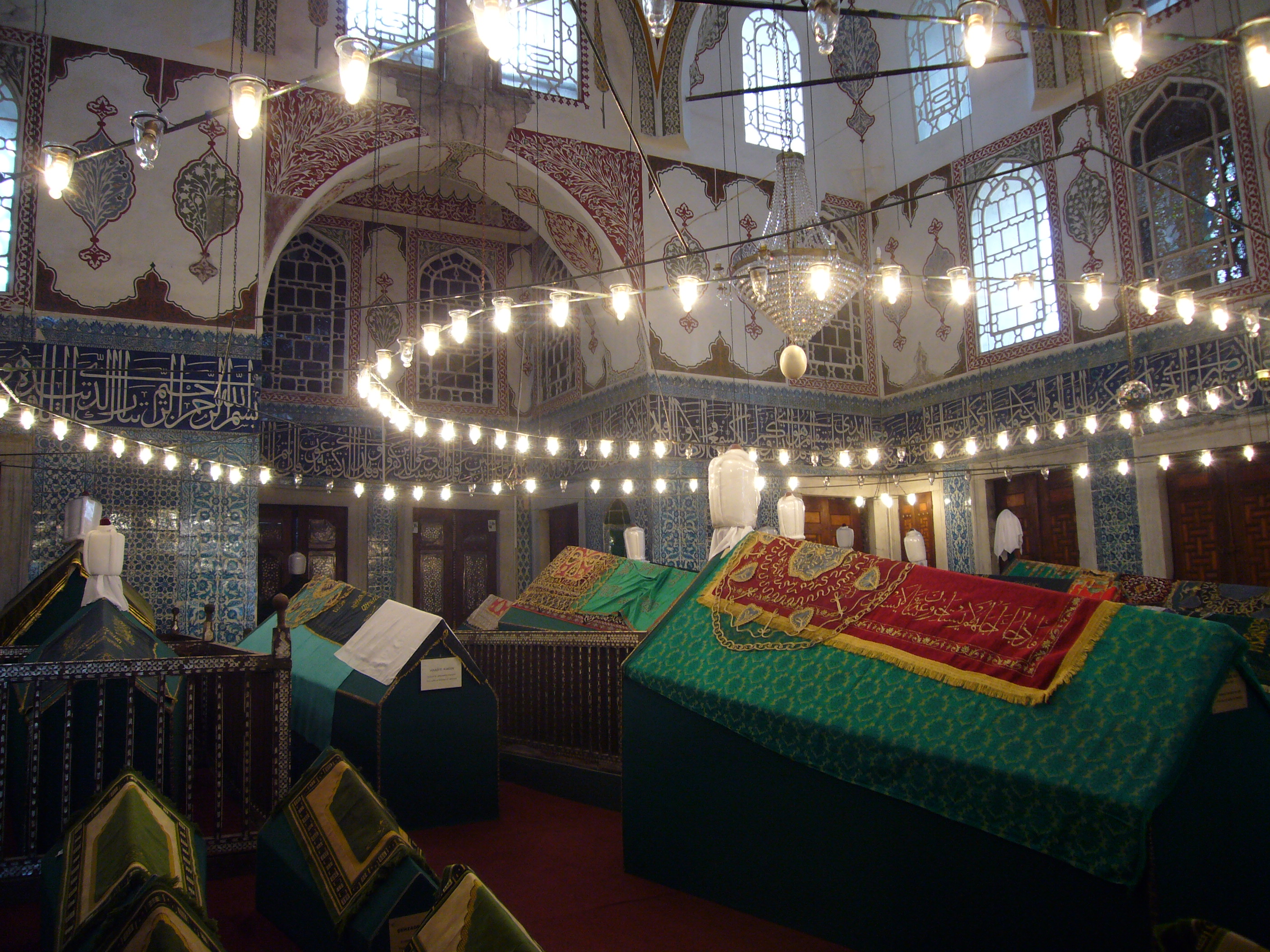
مقبره مصطفی دوم، مسجد جدید، آرامگاه والده ترخان، استانبول، ترکیه